# Submarke
Eine Submarke ist eine zusätzliche Marke einer Markenfamilie, die ein bestimmtes Produkt bzw. eine Produktvariante kennzeichnet. Dabei werden zumeist lediglich bestimmte Markenelemente der Familien- oder Dachmarke auf die Submarke übertragen. Die Submarke enthält typischerweise die Familien- oder Dachmarke.
Beispiele:
- Nivea = Familienmarke, Nivea for Men = Submarke, Beiersdorf = Dachmarke.
- Mercedes-Benz = Familienmarke, Mercedes-Benz EQ = Submarke, Daimler = Dachmarke

Modellbezeichnungen wie Mercedes-Benz S-Klasse sind nach diesem Schema ebenfalls Submarken. Mercedes-Maybach gilt hingegen als Premiummarke (also als höherwertige Zweitmarke). Submarken können auf die gleiche Weise wie Marken allgemein markenrechtlich geschützt werden.
Insbesondere bei einer preislich oder qualitativ niedrigerwertigen Marke spricht man von einer Zweitmarke.